# Сергейцев Тимофій Миколайович
Сергейцев Тимофій Миколайович (нар. 3 листопада 1963) — російський суспільний діяч та політтехнолог. Перманентно залучений у російській пропаганді, рашизмі, путінізмі. Автор скандальної статті «Що Росія має зробити з Україною?».
Через підбурювання до знищення України і українців, фактично, закликаючи до геноциду, був внесений до санційного списку Євросоюзу, США та України.

## Біографія
Тимофій Сергейцев представляє традицію «діяльнісного підходу» в російській думці, запропонованого в першій половині 1950-х Олександром Зінов'євим (1922—2006) і розробленого Георгієм Щедровицьким (1929—1994) і Московським методологічним гуртком.
У 1995 році Тимофій Сергейцев вивів на друге місце у виборах губернатора Московської області Валерія Гальченка. У 1996 році виграв виборчу кампанію міста Новоросійська, потім керував виборчими кампаніями в Уссурійську та Находці.
Один із керівників виборчих кампаній Віктора Пінчука (парламентські вибори України в 1998 році), Леоніда Кучми (президентські вибори України в 1999 році), Миколи Ганзи (президентські вибори в Удмурті), Сергія Касьянова (парламентські вибори України в 2002 році). У вересні 2004 року консультував Віктора Януковича (президентські вибори України 2004 року) — саме йому приписували ідею розділення України на три сорти. У 2009 році — один із керівників виборчої кампанії Арсенія Яценюка (президентські вибори України 2010 року).
У 1998—2000 роках Тимофій Сергейцев консультував медіа- та бізнес-проекти Віктора Пінчука (реорганізація телеканалу ICTV, реорганізація групи «Інтерпайп», де увійшов до ради директорів), реалізував проект президентської кампанії 1999 року «Вуличне телебачення».
За сценарієм Тимофія Сергейцева був знятий пропагандистський фільм Матч, про матч смерті 1942 року в окупованому нацистами Києві. Фільм одразу став скандальним через те що, за сценарієм, в ньому основними негативними персонажами є українці.
У квітні 2022 року німецький депутат бундестагу від Християнсько-демократичного союзу (ХДС) Томас Хайльман подав в скаргу в берлінську прокуратуру на Сергейцева через його публікацію статті «Що Росія має зробити з Україною». На думку депутата пропагандистська стаття порушує Конвенцію про попередження геноциду.

## Санкції
З 3 червня 2022 року Сергейцев Тимофій внесений до санкційних списків усіх країн Євросоюзу.
Також був внесений до санкційних списків Канади, України та Швейцарії.
У квітні 2022 року німецький депутат бундестагу від Християнсько-демократичного союзу (ХДС) Томас Гайльман подав скаргу до берлінської прокуратури на Сергейцева через його публікацію статті "Що Росія повинна зробити з Україною". На думку депутата, пропагандистська стаття порушує Конвенцію про запобігання геноциду.